# Conseil de la Couronne (Autriche-Hongrie)
Pour les articles homonymes, voir Conseil de la Couronne.
Le Conseil de la Couronne est une réunion gouvernementale austro-hongroise convoquée par l'empereur d'Autriche, roi de Hongrie.
Elle se tient le plus souvent à Vienne, et est le plus souvent informelle. Présidée par l'empereur-roi, elle réunit les ministres communs, les premiers ministres autrichiens et hongrois ainsi que les ministres des deux cabinets concernés par l'ordre du jour fixé par le chancelier, en accord avec l'empereur-roi, François-Joseph Ier puis Charles Ier.
Le Conseil de la Couronne se réunit dans des circonstances exceptionnelles afin de donner un avis à l'empereur-roi. Il s'est réuni le 2 novembre 1918 afin d'entériner les conditions d'armistice. Au cours de la réunion, le colonel Linder (en), ministre de la Guerre du gouvernement hongrois, informe Charles Ier que s'il n'en donne pas l'ordre, c'est lui qui sommera les troupes hongroises de cesser le feu. Le lendemain, l'Autriche-Hongrie dépose les armes,.